# Jerzy Karol Kurnatowski
Jerzy Karol Kurnatowski herbu Łodzia pseudonim Karol Bytyń, U. Prokop (ur. 1 lipca 1874 w Woli Krokockiej koło Szadku, zm. 22 maja 1934 tamże) – polski prawnik, ekonomista i publicysta, działacz społeczności ewangelicko-reformowanej w RP, wolnomularz

## Życiorys
Był synem Witolda (1827-1907) sędziego pokoju i jego drugiej żony Eleonory z Klimaszewskich. Maturę zdał w Gimnazjum klasycznym w Łodzi. W latach 1892–1897 studiował prawo na Uniwersytecie Warszawskim. W 1897 po przedstawieniu tezy z zakresu prawa
karnego, zatytułowanej Duel (Pojedynek), uzyskał tytuł kandydata praw. Po studiach w latach 1896–1899 pracował w kancelarii adwokackiej, a później przez kolejne cztery lata (1899–1903) gospodarował w Woli Krokockiej. W 1901 roku otworzył własną kancelarię adwokacką w Łodzi, w 1903 przeniósł się do Warszawy. W 1902 ożenił się z Jadwigą z Boetticherów malarką. Nie mieli dzieci. W 1904 wyjechał do Paryża do 1907 studiował w Collège Libre des Sciences Sociales. Powrócił do Warszawy w 1908, w czasie I wojny światowej od 1915 przebywał w Petersburgu gdzie był szefem biura prasy zagranicznej Rady Międzypartyjnej. W Petersburgu prowadził aktywną działalność w Towarzystwie Prawników i Ekonomistów, wygłaszając referaty na tematy polityczne i gospodarcze. Był zwolennikiem podejmowania działalności gospodarczej przez samorządy, które powinny konkurować z firmami prywatnymi, inspirując się ideami kooperatyzmu i solidaryzmu. W lipcu 1918 powrócił do Polski, do Warszawy. W latach 1919–1920 działał w na rzecz akcji plebiscytowej na Mazurach. Zorganizował kurs i prowadził wykłady dla działaczy plebiscytowych. Był założycielem i prezesem (przez 7 lat) Zrzeszenia Plebiscytowego Ewangelików-Polaków. Blisko współpracował z biskupem Juliuszem Bursche i Mazurskim Komitetem Plebiscytowym,  W latach 1919–1923 pracował kolejno w Ministerstwie Komunikacji, gdzie był współredaktorem pisma „Bandera Polska”, w Ministerstwie Robót Publicznych i Głównym Urzędzie Statystycznym. W latach 1919–1934 był profesorem Szkoły Nauk Politycznych i kierował katedrą historii społeczno-gospodarczej. W latach 1929–1934 wykładał politykę gospodarczą oraz historię przemysłu i handlu, będąc także profesorem Instytutu Studiów Handlowych i Orientalistycznych. Był wykładowcą spółdzielczości w Wolnej Wszechnicy Polskiej, gdzie 11 czerwca 1919 mianowano go docentem. W 1922 kandydował do Sejmu RP, jednak nie zdobył mandatu posła. Należał do Polskiego Stronnictwa Mieszczańskiego i wchodził w skład Rady Naczelnej tej organizacji.
Przez trzy kadencje (9 lat) Jerzy Kurnatowski był radcą konsystorza ewangelicko-reformowanego, jak również członkiem zarządu i prezesem Zrzeszenia Ewangelików-Polaków. Odznaczony Krzyżem Walecznych (dwukrotnie), Legią Honorową i czechosłowackim Orderem Białego Lwa IV klasy.
Zmarł w Woli Krokockiej, został pochowany na cmentarzu w Szadku w części przeznaczonej dla ewangelików..

## Publikacje
Był encyklopedystą.  Został wymieniony w gronie 180 edytorów pięciotomowej Ilustrowanej encyklopedii Trzaski, Everta i Michalskiego wydanej w latach 1926-1928 gdzie zredagował hasła związane z ekonomią . Napisał również:
- Teoria i praktyka radykalizmu 1906.
- Dobro i zło. Studia etyczne, Lwów-Warszawa 1907.[7]
- Katolicyzm i polskość, Kielce 1907.[8]
- O solidaryzmie, Warszawa 1908.[9]
- Solidaryzm. Według wykładów prof. Karola Gide’a opracował Jerzy Kurnatowski, Lwów 1908.[10]
- Zasady moralne, Warszawa 1909.[11]
- Doktryny ekonomiczne, Warszawa 1909.[12]
- Pomoc wzajemna, Warszawa 1910.[13]
- Robotnicze związki zawodowe: praktyka i teoria., Warszawa 1911.[14]
- Przyczyny wojny europejskiej, Warszawa 1915.[15]
- Solidaryzm jako doktryna demokracji, Warszawa 1922.[16]
- Sejm a miasta, Warszawa 1922.[17]
- Polacy w Niemczech i Niemcy w Polsce, Warszawa 1925[18] (tłumaczenie francuskie i angielskie)[19][20].
- Zagadnienie Prus Wschodnich, Warszawa 1925[21] (również tłumaczenie francuskie i włoskie).
- Czechosłowacja i Czechosłowacy 1926.[22]
- Kaszubi, ich rozwój kulturalny i gospodarczy, Warszawa 1929.[23]
- Polskie kandydatury na tron czeski, Warszawa 1932.[24]
- Współczesne idee społeczne, Warszawa 1933.[25]
- Pozyskanie korony czeskiej przez Jagiellonów, Warszawa 1933.[26]